# Lise de la Salle

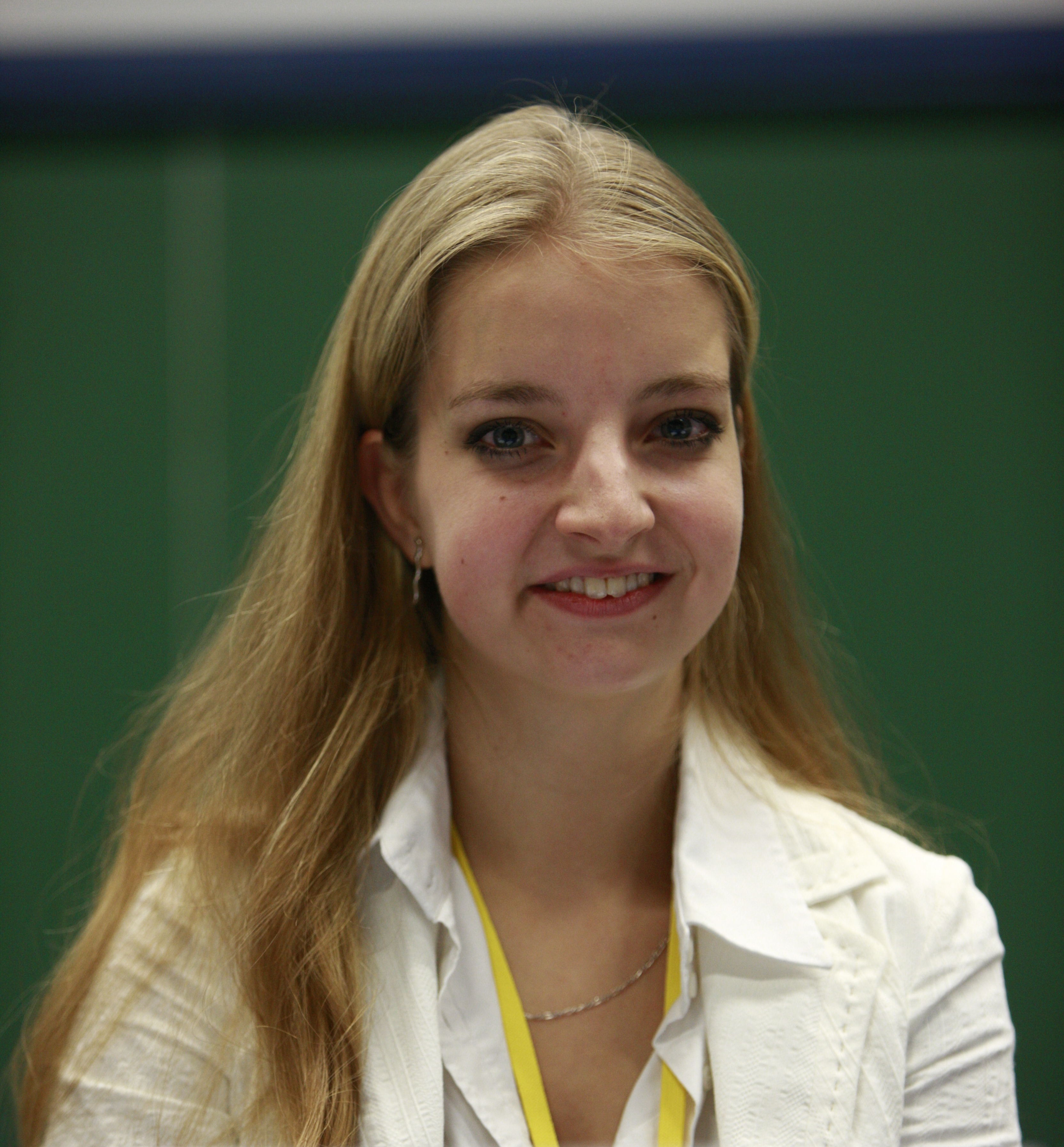
Lise de la Salle (2008)

Lise de la Salle (* 8. Mai 1988 in Cherbourg) ist eine französische Pianistin.

## Leben und Karriere
Lise de la Salle kam durch ihre Familie früh mit Malerei und Musik in Berührung. Ihre Mutter sang im Chor, ihre Großmutter war Klavierlehrerin, deren Großmutter wiederum, eine russische Musikerin, hatte noch Tschaikowski kennengelernt. Eine von Lise de la Salles Urgroßmüttern war Malerin, ein Urgroßvater Udo Einsild war Galerist von Modigliani und Soutine. Ihr Großvater besaß eine Galerie im südfranzösischen Vence und präsentierte 1967 dort die erste Ausstellung der „École de Nice“ mit Werken von Künstlern wie Arman, Ben, Daniel Buren und Bernar Venet.
Lise de la Salle begann das Klavierspiel mit vier Jahren, hatte ihren ersten von Radio France übertragenen Konzertauftritt mit neun und studierte ab ihrem elften Lebensjahr am Conservatoire de Paris, zuletzt in der Meisterklasse von Bruno Rigutto. Zu ihren Lehrern gehörten auch Pascal Nemirovski und Geneviève Joy-Dutilleux. 2000 gewann sie den Ersten Preis beim „7. Internationalen Wettbewerb für junge Pianisten“ in Ettlingen. Mit 17 absolvierte Lise de la Salle das Abitur. Wenige Tage vor den letzten Schulprüfungen spielte sie in Lissabon ihre dritte CD ein.

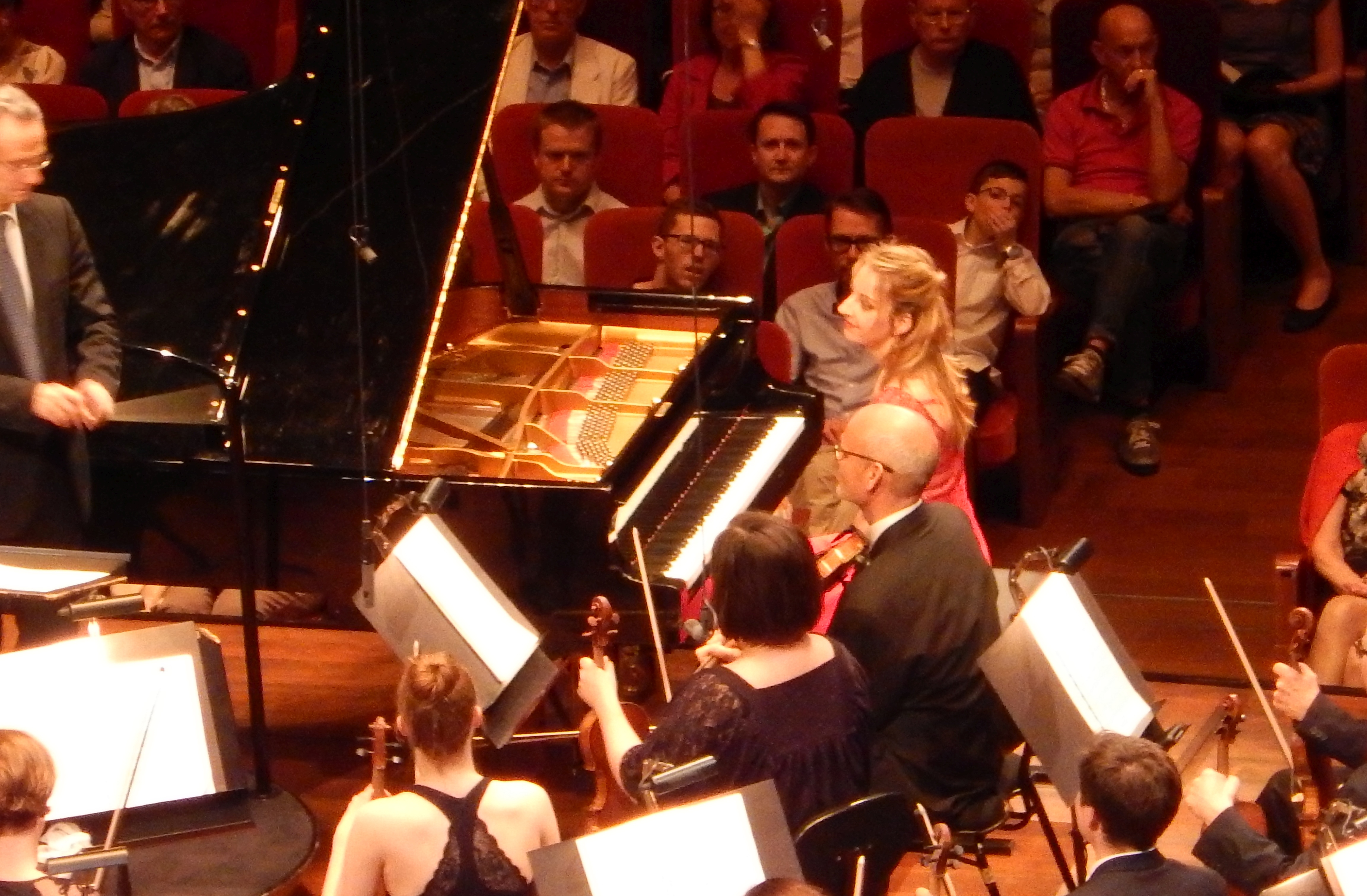
Lise de la Salle, Rachmaninow-Konzert, Koncerthuset Kopenhagen (2016)

Ihr Repertoire umfasst Werke von Bach, Mozart, Beethoven, Chopin, Liszt, Brahms, Ravel und nicht zuletzt die russischen Komponisten Prokofjew, Schostakowitsch und Rachmaninow. Zu ihren musikalischen Vorbildern zählt sie neben den Pianisten Vladimir Horowitz, Swjatoslaw Richter, Glenn Gould und Friedrich Gulda auch die Sängerinnen Elisabeth Schwarzkopf, Maria Callas und Gundula Janowitz. „Ich möchte die Zuhörer vergessen lassen, dass das Klavier ein perkussives Instrument ist. Ich will damit singen.“
Lise de la Salle gilt bei Kritikern als „extremes Talent“ und gehört bereits zu den international gefragtesten jungen Konzertpianistinnen.
Von der Saison 2009/10 bis 2011/12 war Lise de la Salle Künstlerin der Reihe »Junge Wilde« am Konzerthaus Dortmund.
Lise de la Salle war in der Spielzeit 2013/14 Artist in Residence  am Opernhaus Zürich.

## Aufnahmen
- 2003: Rachmaninow / Ravel
- 2005: Bach / Liszt
- 2007: Piano Concertos n°1, Schostakowitsch / Liszt / Prokofjew
- 2007: Mozart / Prokofjew
- 2010: Chopin: Klavierkonzert Nr. 2 / Balladen
- 2011: Liszt
- 2014: Schumann
- 2021: When Do We Dance
- 2025: Phantasmagoria (Liszt)